# Neal Smith (Jazzmusiker)
Neal Smith (* ca. 1975 in Cleveland Heights, Ohio) ist ein US-amerikanischer Jazz-Schlagzeuger, Bandleader und Hochschullehrer.

## Leben und Wirken
Smith begann mit fünf Jahren Schlagzeug zu spielen; nach dem Abschluss der Highschool studierte er am Oberlin Conservatory of Music, wo er den Bachelor in Jazzstudien und Performance erwarb. Daneben hatte er Unterricht bei Vernell Fournier, Greg Bandy, Paul Samuels, Michael Carvin, Tom Freer und Bruce Collie. Er spielte in den Bands von Cyrus Chestnut, Tom Harrell und Brian Lynch; 2005 erschien auf seinem eigenen Label NAS sein Debütalbum Swingin' Is Believin’, gefolgt von Some of My Favorite Songs Are... im selben Jahr. 2009 entstand im Jazzclub Smalls ein Livealbum, bei dem Eric Alexander, Steve Wilson, Mark Whitfield, Mulgrew Miller und Dezron Douglas mitwirkten. Er unterrichtet als Associate Professor am Berklee College of Music. Er gründete ein eigenes Label für Jazz NASMusic.
Neal Smith sollte nicht mit dem gleichnamigen Alice-Cooper-Schlagzeuger (* 1947) verwechselt werden.

## Diskografische Anmerkungen
Alben unter eigenem Namen
- This Christmas (NASMusic, 2010)
- Neal Smith Quintet: Live at Small’s (SmallsLive, 2009)
- Swingin’ Is Believin’ (NASMusic, 2004)
- Some Of My Favorite Songs Are… (NASMusic, 2004)

Sideman
- Cyrus Chestnut, Classical Interpretations (Venus Records, 2011)
- Cyrus Chestnut Trio: Journeys (Jazz Legacy Productions, 2010)
- Cyrus Chestnut Trio: “Hottest Live In Tokyo, Japan” (Eastwind Imports, 2009)
- Jackie Ryan: Doozy (Open Art Records, 2008)
- Cyrus Chestnut: Cyrus Plays Elvis (Koch, 2007)
- Sachiko Yasui: Enamorada (M & I Records, 2007)
- Joseph Friedman: Cup O’ Joe (NASMusic, 2006)
- Andrew Beals: Gravy Train (NASMusic, 2006)
- Cyrus Chestnut: Geniune Chestnut (Telarc, 2005)
- Cyrus Chestnut: You Are My Sunshine (Warner Bros., 2004)
- Brian Lynch: 24/7 (Nagel-Heyer Records, 2003)